# Rahile Dawut
Rahile Dawut, též Reyila Dawuti nebo Rahilä Davut; čínsky 热依拉-达吾提 (* 20. května 1966, Urumči) je mezinárodně uznávanou etnoložkou a odbornicí na ujgurský folklór a tradice a profesorkou na Sin-ťiangské univerzitě v čínské Ujgurské autonomní oblasti Sin-ťiang. Získala ocenění a granty čínského ministerstva kultury a je zakladatelkou folklorního institutu. Je jednou z nejvýznamnějších ujgurských akademiků, kteří od roku 2017 zmizeli v rámci vlny represí čínských úřadů proti ujgurské menšině v Sin-ťiangu. Roku 2018 s ní její rodina ztratila kontakt a teprve za více než tři roky vyšlo najevo, že byla odsouzena a uvězněna patrně v tzv. převýchovném táboře. Podle lidskoprávní organizace Dui Hua byla Rahile Dawut v září 2023 odsouzena na doživotí za údajný „separatismus“.

## Život a kariéra
Rahile Dawut pochází z rodiny intelektuálů z ujgurské etnické menšiny. Kvůli doktorskému studiu ujgurského folkloru Dawut dočasně přesídlila do Pekingu. V roce 1998 byla jednou z prvních ujgurských žen v Číně, které získaly doktorský titul Ph.D. V akademickém a politickém světě byla uznávána také jako žákyně vysoce postaveného čínského folkloristy Zhong Jingwena a v prosinci 2008 jí byla jako tehdejší profesorce na Sin-ťiangské univerzitě udělena prestižní cena Zhong Jingwen (第七届钟敬文民俗学奖) Ústavem etnické literatury Čínské akademie společenských věd (CASS). Jde o nejvyšší čínské ocenění v oblasti etnologie.
Po dokončení doktorského studia se Rahile Dawut věnovala pedagogické činnosti na univerzitě. Rahile Dawut byla více než 30 let členkou Komunistické strany Číny. V přestávkách mezi terénní prací vykonávala pedagogickou praxi na Sin-ťiangské univerzitě. Byla ředitelkou Centra antropologie a folkloristiky a profesorkou na Škole humanitních věd na Sin-ťiangské univerzitě. Jako profesorka na Škole humanitních věd vychovala novou generaci ujgurských etnologů a folkloristů. Před svým zmizením v roce 2017 byla ředitelkou Xinjiang Folklore Research Center (新疆民俗文化研究中心) na Xinjiang University (新疆大学) a profesorkou folkloru na Škole humanitních věd na Sin-ťiangské univerzitě se zaměřením na folklór a místní islámské rituály Ujgurů v Sin-ťiangu. Déle než 20 let prováděla etnografický terénní výzkum v Sin-ťiangu a její průkopnická práce jí vynesla mezinárodní pověst vědecké odbornice na ujgurské svatyně, folklor, hudbu a ujgurská řemesla. Je autorkou mnoha publikací v ujgurštině, čínštině a angličtině. Oxfordská encyklopedie asijských dějin ji uvádí jako jednu z mála vědců, kteří od 90. let 20. století významně přispěli k ujgurské antropologii.
Rahile Dawut, která plynně hovořila anglicky, byla jednou z mála ujgurských vědců, kterým čínská vláda umožnila kariéru v zahraničí. Rahile Dawut působila na Washingtonské univerzitě, Pensylvánské univerzitě (2003), Univerzitě v Indianě (2004), Kalifornské univerzitě v Berkeley (2007) a Univerzitě v Kentu v Canterbury (2009). Byla také významnou vědeckou spolupracovnicí na londýnské univerzitě SOAS. Obdržela stipendium Annemarie Schimmelové od Institutu ismá’ílských studií (2007) a stipendia od Firebird Foundation for Anthropological Research (2008) a Královského antropologického institutu Velké Británie a Irska (2008). Osobně ji znala většina odborníků na ujgurskou kulturu mimo Čínu. Byla ředitelkou několika významných projektů v oblasti kulturního dědictví v Číně a byla také financována Čínskou nadací pro společenské vědy a až do svého zmizení v roce 2017 patřila k nejuznávanějším akademikům ujgurské etnické menšiny. V roce 2016 získala dosud největší grant na ujgurský výzkumný projekt od čínského ministerstva kultury a ještě v roce 2017 byla práce Rahile Dawut na Sin-ťiangské univerzitě (v rámci projektu 中国史诗百部工程) financována čínským ministerstvem kultury.
V roce 2002 Rahile Dawut publikovala monumentální studii o ujgurské náboženské geografii, v níž zmapovala stovky svatyní mazar. Její kniha byla mezi ujgurskými rolníky v regionu velmi žádaná, povzbuzovala ujgurské věřící, aby se vydali po cestách svých předků, a sloužila jako jakýsi turistický průvodce poutěmi. Podle historika Riana Thuma její práce ukázala, že svatyně jsou "spíše všudypřítomným než výjimečným rysem ujgurské krajiny". Od roku 2016 se však dostupnost její knihy údajně snížila. Rahile Dawut se během desetiletí etnografického výzkumu podařilo zdokumentovat ujgurské zvyky tak, jak existovaly ještě předtím, než čínská vláda zahájila kampaň převýchovy ujgurské společnosti, která se od roku 2016 zintenzivnila. Než v roce 2017 zmizela, podařilo se jí dokázat, že posvátná hudba v kontextu mazarských svatyní, poutí a uctívání svatých má hluboké kořeny jak v islámu, tak v šamanismu vycházejícím ze střední Asie. Ve spolupráci s etnomuzikoložkou Rachel Harris také ukázala, jak důležitou součástí mazarských slavností byla hudba, která doprovázela básníky a vypravěče nebo zpěv ashiqů mäšräp.
Sama Rahile Dawut prohlásila: "Kdyby se tyto hmotné artefakty a svatyně zničily, Ujguři by ztratili kontakt se zemí. Už by neměli osobní, kulturní a duchovní historii. Po několika letech bychom si už nepamatovali, proč tu žijeme a kam patříme."
Ujgurští akademici s vazbami na zahraničí, kteří se specializují na ujgurskou muslimskou kulturu, jazyk nebo náboženství, se stali terčem zásahů proti ujgurskému muslimskému obyvatelstvu Sin-ťiangu, které začaly v dubnu 2017 jako kampaň zaměřená na potlačení náboženského extremismu, separatismu a terorismu, ale od té doby se rozšířily na všechny, kdo se staví kriticky. Vláda se zaměřila zejména na takzvané ujgurské učitele "dvojí tváře", tedy ty, kteří se hlásili k linii Komunistické strany Číny, ale byli podezřelí z tajného odporu proti tvrdé politice.
Rachel Harris, lektorka etnomuzikologie na Škole orientálních a afrických studií Londýnské univerzity, pracovala s Rahile Dawut více než deset let na různých výzkumných projektech, mimo jiné na písních, které Ujgurové zpívají v náboženských svatyních. "V posledních dvou až třech letech jsme spolupracovaly na výzkumném projektu nazvaném 'Sounding Islam in China'. Byly jsme spoluautorkami článků a pořádaly jsme společné konference," prohlásila Rachel Harris pro University World News. "Existuje velmi jasný vzorec, že terčem útoků se stali ujgurští akademici, kteří zkoumají ujgurskou kulturu, a zejména ti, kteří mají mezinárodní kontakty. Rahile Dawut má velmi silnou síť kolegů v zahraničí, publikovala na mezinárodní úrovni a Univerzity v Americe ji zvaly jako hostující vědeckou pracovnici. Protože byla Ujgurka, byla považována za hrozbu." "Ujgurští učitelé jsou pečlivě sledováni. Tvrdé zacházení s Ilhamem Tohtim, uznávaným ujgurským akademikem, který byl v roce 2014 odsouzen na doživotí za propagaci separatismu, to neustále připomíná. Ujgurští akademici velmi jasně pochopí, že pokud nebudou absolutně držet stranickou linii a skutečně projevovat masivní nadšení pro Si Ťin-pchingovy myšlenky a všechny nové politiky, pak se jim to stane. Mají velký strach."

### Zatčení a věznění
V prosinci 2017 profesorka Dawutová údajně řekla svému příbuznému o svých plánech odcestovat z Urumči do Pekingu. Od té doby s ní však její rodina a přátelé ztratili kontakt. Rodina a přátelé profesorky Dawut oznámili její zmizení v srpnu 2018. Přibližně 12. prosince 2017 byla spolu s dalšími čtyřmi akademiky na Sin-ťiangské univerzitě označena za "vůdčí osobnosti ujgurské ideologie". Všichni zmizeli a pravděpodobně byli internováni v tzv. převýchovném táboře.
Státní orgány nezveřejnily místo pobytu profesorky Dawut ani podrobnosti o jejím zdravotním stavu, přístupu k právnímu zástupci ani o případných obviněních proti ní. Některé zprávy na sociálních sítích naznačují, že Rahile Dawut má vážné zdravotní problémy způsobené mučením nebo psychickým vypětím, kterému byla ve vězení vystavena, a že úřady z tohoto důvodu její případ tají. Rodina profesorky Dawut spolu se skupinami na ochranu lidských práv má podezření, že patří k rostoucímu počtu Ujgurů, kteří jsou drženi v takzvaných "převýchovných táborech", ve věznicích nebo v jiných zadržovacích zařízeních.
Dne 30. června 2021 sdělili spolupracovníci Rahile Davut ze Sin-ťiangské univerzity Rádiu Svobodná Asie, že profesorka Dawut byla čínskou vládou odsouzena a uvězněna. Představitelé Sin-ťiangské univerzity neposkytli žádné další informace o tom, kde se profesorka Dawut nachází nebo jak se jí daří. Policejní důstojník Sin-ťiangské univerzity, který si nepřál uvést své jméno, uvedl, že obdržel zvláštní oznámení o údajném "zločinu" Rahile Dawut, v němž se uvádí, že způsobila společenské "provokace" mezi zemědělci a vládou. Policista uvedl, že si nepamatuje délku jejího trestu odnětí svobody.
Mehriay Mamteli, nezávislý výzkumník žijící v USA a jeden z jejích bývalých kolegů, uvedl, že úřady mohly jako důkaz pro obvinění použít výzkum ujgurských svatyní, který prováděla. "Ačkoli její výzkum ujgurských svatyní přímo nesouvisel s politikou, jeho úzký vztah k duchovnímu dědictví a etnické identitě Ujgurů by mohl být vnímán jako útok na čínský plán na odstranění etnické identity Ujgurů", řekl Alimcan Inayet, ujgurský profesor na Ege University v Turecku. "Čínský stát, jehož cílem je asimilace Ujgurů, se dlouhodobě snaží oslabit ujgurské etnické vědomí a ujgurskou etnickou identitu," řekl. "Akce jako zákaz knih o naší etnické historii, demolice starobylých staveb a ničení soch významných historických ujgurských osobností to mimo jiné velmi jasně dokazují."
Lisa Ross, americká fotografka a výtvarná umělkyně, která v současnosti žije v USA, se s Rahile seznámila v roce 2004 na konferenci o ujgurských studiích v Londýně. Poté spolupracovaly na fotografickém průzkumu ujgurských svatyní a staly se z nich blízké přítelkyně. Řekla, že "čínské úřady se útokem na profesorku snaží vytvořit atmosféru izolace, zastrašování a případného odcizení od ujgurského kulturního dědictví mezi samotnými Ujgury".
Historik Joshua Freeman, který se specializuje na ujgurská studia, její zmizení interpretoval jako jasný důkaz toho, že cílem kampaně čínské vlády nejsou disidenti nebo náboženský extremismus, ale vymýcení celé ujgurské kultury a identity. Důležitým pilířem této ujgurské identity byly mazarské svatyně, které Rahile Dawut zdokumentovala po celém Sin-ťiangu a na něž se zaměřila ve svém výzkumu. Sinťiangský historik Rian Thum, jehož studie o ujgurských poutích a rukopisech vycházely z průkopnického výzkumu Rahile Dawut, označil její zmizení jako "nejlepší důkaz", že "prakticky všechny projevy jedinečné kultury Ujgurů" jsou nyní pro Ujgury v Číně nebezpečné.
Německý PEN klub v den vzpomínek a akcí 15. listopadu 2021, který PEN nazval "Den vězněných spisovatelů", postavil případ údajného věznění Rahile Dawut do centra pozornosti veřejnosti jako první ze čtyř reprezentativních individuálních osudů, aby upozornil na "dramatickou situaci svobody projevu v některých částech světa". Mezinárodní sdružení spisovatelů PEN International dává zmizení Raile Dawut beze stopy v roce 2017 a její údajnou internaci v lednu 2018 do souvislosti s "kulturní genocidou v Sin-ťiangu".

### Ocenění
Roku 2008 obdržela nejvyšší čínské ocenění v oboru etnologie, cenu Zhong Jingwen. V prosinci 2020 ji Open Society University Network jmenovala čestnou profesorkou humanitních věd. Roku 2020 obdržela ocenění Courage to Think (Odvaha myslet) udělované organizací Scholars at Risk. Cenu za svou matku převzala její dcera Akida Pulat.